# So What!

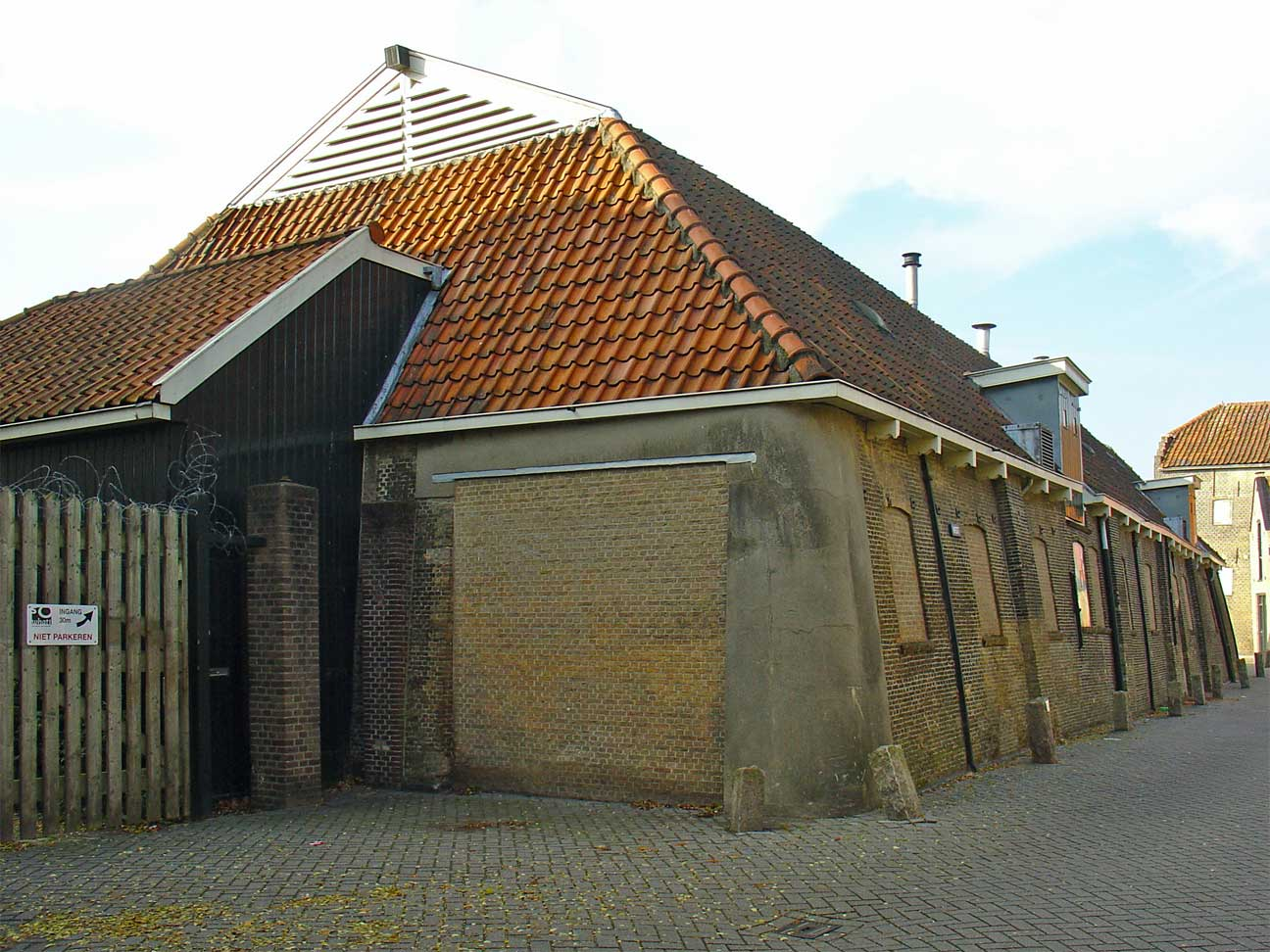
De Asschuur, de accommodatie van So What! aan de Vest in Gouda

So What! is een poppodium in Gouda dat geheel op vrijwilligers draait. Het poppodium heeft twee zalen de zogenaamde 'achterbar' en de 'voorzaal'.
De doelstelling van So What! is, volgens de statuten: “De stichting stelt zich tot doel het bieden van mogelijkheden tot vorming van en ontspanning voor jongeren, op niet commerciële gronden.” Dit laatste wil zeggen, dat alle activiteiten georganiseerd en uitgevoerd worden door vrijwillige medewerkers, zonder dat daar een financiële vergoeding tegenover staat. Alle inkomsten worden gebruikt om de kosten te dekken, zoals het onderhoud van het gebouw en de aanwezige apparatuur, vaste lasten en programmeringkosten voor bands, theater, films en het organiseren van speciale activiteiten.”

## Geschiedenis
Op 3 maart 1963 werd de Goudse Jazz Sociëteit opgericht en gevestigd in Gouda, Oosthaven 50 in het gebouw van de Goudse Dilettantenbond. Deze ruimte werd gedeeld met de Goudse Jeugd Sociëteit.
Na een jaar verhuisde de Goudse Jazz Sociëteit naar de Peperstraat, waar men twee oude klaslokalen in een voormalige school betrok (boven 'Over de Brug').
Op 28 november 1967 werd de naam van de Sociëteit veranderd in 'So What!', naar een nummer van Miles Davis en werden de oprichtingsstatuten opgesteld. In 1970 kwamen de grootste veranderingen.
Nadat twee jaar eerder een actie om de molen '‘t Slot' als sociëteitsruimte te krijgen was mislukt, werd na veel gepraat met de Gemeente toestemming verkregen om de oude Asschuur aan de Vest tot soosruimte te verbouwen. Na drieënhalve maand verbouwen werd op 10 oktober 1970 de huidige ruimte betrokken. Het pand werd voor die tijd onder andere gebruikt als stalhouderij en als opslag door de Dienst Gemeente Reiniging. De Aschschuur is een van de vele monumenten in Gouda. Onder meer vanwege de cultuurhistorische waarde, als typologisch voorbeeld en vanweg de markante ligging langs de Turfsingel is het pand erkend als rijksmonument.
Na 15 jaar gebruik werd in het seizoen 1985 / 1986 besloten over te gaan tot de -tot nu toe laatste- grote verbouwing. Gedurende een klein half jaar werd het pand geïsoleerd, de voorzaal in een modern jasje gestoken, een nieuwe bar gebouwd, nieuwe dames- en herentoiletten gebouwd en een goede verwarming- / ventilatie-installatie aangelegd. Ongeveer een jaar later volgde de bouw van een nieuwe bestuurskamer op de zolder.
Nadien is er ook nog een sluis aangebouwd aan de achterzijde van het pand. Dit om de geluidsisolatie te verbeteren. In 1993 is er op de SAC-Zolder een nieuw artiestenhok gebouwd. Het oude artiestenhok wordt nu gebruikt door de Pa- / Licht. De laatste grote verandering tot nu toe is gedaan in 1997. Toen is er op de tussenzolder een hok gebouwd speciaal voor het secretariaat en de penningen zodat zij hun werkzaamheden niet meer in de bestuurskamer hoefden te verrichten.
Eind 2009 is een aantal veranderingen doorgevoerd: vanaf 2010 hoeven niet-leden op zaterdag niet meer geïntroduceerd te worden en is de leeftijd voor de vrijdagavond verlaagd van 18+ naar 16+ en leden hebben nu tot 01:00 toegang in plaats van tot 00:00.

## Ledensysteem
In So What! wordt gewerkt met leden. Deze kunnen tegen een gereduceerd tarief bands bezoeken en krijgen gratis entree op zaterdagen. Deze leden krijgen jaarlijks de mogelijkheid om hun lidmaatschap te verlengen. Wanneer een aantal leden hun lidmaatschap niet verlengt, komt er ruimte vrij voor nieuwe leden. Om te kijken wie in aanmerking komt om uitgenodigd te worden als nieuw lid wordt gekeken naar de frequentie waarmee iemand So What! het afgelopen jaar heeft bezocht. De mensen die het podium het vaakst bezocht hebben staan bovenaan de lijst en ontvangen een uitnodiging om rond het begin van het jaar lid te worden. Vanaf 2010 kunnen mensen, mits er plaats vrij is op de ledenlijst, eerder worden uitgenodigd om lid te worden.